# Стшегоцин (Лодзинське воєводство)
Стшегоцин (пол. Strzegocin) — село в Польщі, у гміні Кутно Кутновського повіту Лодзинського воєводства.
Населення — 593 особи (2011).
У 1975-1998 роках село належало до Плоцького воєводства.

## Демографія
Демографічна структура станом на 31 березня 2011 року:
|          | Загалом | Допрацездатний вік | Працездатний вік | Постпрацездатний вік |
| -------- | ------- | ------------------ | ---------------- | -------------------- |
| Чоловіки | 298     | 68                 | 198              | 32                   |
| Жінки    | 295     | 63                 | 172              | 60                   |
| Разом    | 593     | 131                | 370              | 92                   |